# S/2003 J 19
S/2003 J 19 — нерегулярный спутник Юпитера.

## Открытие
Был обнаружен 6 февраля 2003 года группой астрономов из Гавайского университета под руководством Бретта Глэдмана. Спутник не получил пока официальное название.

## Орбита
S/2003 J 19 совершает полный оборот вокруг Юпитера на расстоянии в среднем 23 533 000 км за 740 дней, 10 часов и 5 минут. Орбита имеет эксцентриситет 0,2478. Наклон ретроградной орбиты 165,153°. Принадлежит к группе Карме.

## Физические характеристики
Диаметр S/2003 J 19 составляет около 2 км. Плотность оценивается 2,6 г/см³, так как спутник состоит предположительно из преимущественно силикатных пород. Очень тёмная поверхность имеет альбедо 0,04. Звёздная величина равна 23,7m